# L'oggetto del desiderio
L'oggetto del desiderio (A Certain Sacrifice) è un film del 1985 diretto da Stephen Jon Lewicki. Interpretato da Madonna, il film è un thriller erotico uscito nel 1985.

## Trama
Bruna, una vagabonda punk, girovagando per i sobborghi di New York, viene violentata nella toilette di una caffetteria da Raymond. Con l'aiuto del suo fidanzato Dashiel, Bruna decide di farsi giustizia con le sue mani: raccoglie il suo gruppo di amici e coinvolge il suo assalitore in un terribile rito sacrificale sotto il ponte di Brooklyn.

## Produzione
Il film fu girato nel 1979, quando Madonna aveva solo 21 anni, non era ancora famosa ed era appena arrivata a New York: per il film ottenne un compenso di 100 dollari. Il film uscì poi nel 1985, ai tempi del successo di Like a Virgin, e la cantante cercò inutilmente di evitarne l'uscita.
Jeremy Pattnosh è, oltre che il protagonista del film nel ruolo di Dashiel, anche il cosceneggiatore; nel cast compaiono anche il padre, la madre ed il fratello di Pattnosh.